# Матаре Юнайтед
Футбольний клуб «Матаре Юнайтед» або просто «Матаре Юнайтед» (англ. Mathare United Football Club) — професіональний кенійський футбольний клуб з міста Найробі. Домашні матчі проводить на «Міжнародному спортивному центрі Мої» в Касарані.

## Історія
Заснований у 1994 році в кварталі Матаре, що в столиці Найробі, канадцем кенійського походження Бобом Манро, який вклав 500 доларів плюс пожертву від канадського дипломата Девіда Міллера, під назвою М.І.С.А. У 1996 році команда виграла провінціональну лігу Найробі та була переведена до Національної суперліги Кенії. У 1998 році, виступаючи в другому дивізіоні кенійського чемпіонату, «Матаре Юнайтед» виграв Кубок президента Кенії. З 1999 року виступає у вищому дивізіоні кенійського футболу. Наступного року команда вдруге виграла національний кубок. У сезоні 2008 року команда досягла найбільшого успіху у власній історії, вигравши Прем'єр-лігу. Неодноразово виступав на клубних континентальних турнірах, проте найбільшим успіхом клубу став вихід у другий раунд Кубку володарів кубків КАФ.
Клуб має жіночу футбольну секцію, команда якої також виступає в Прем'єр-лізі.

## Досягнення
- Прем'єр-ліга Кенії
  -  Чемпіон (1): 2008
  -  Срібний призер (3): 2001, 2007, 2009
  -  Бронзовий призер (1): 1999

- Кубок президента Кенії
  -  Володар (2): 1998, 2000
  -  Фіналіст (1): 2001

- Суперкубок Кенії
  -  Фіналіст (1): 2009

## Статистика виступів
| Сезон | Турнір                     | Раунд      | Клуб            | Вдома | На виїзді | Загалом |
| ----- | -------------------------- | ---------- | --------------- | ----- | --------- | ------- |
| 1999  | Кубок володарів кубків КАФ | 1          | «Бата Баллетс»  | 2-0   | 1-2       | 3-2     |
| 1999  | Кубок володарів кубків КАФ | 2          | «АС Дрегонс»    | 1-1   | 1-3       | 2-4     |
| 2001  | Кубок володарів кубків КАФ | 1          | «Ісмайлі»       | 1-1   | 1-2       | 2-3     |
| 2002  | Кубок КАФ                  | 1          | «Аль-Масрі»     | 0-2   | 0-2       | 0-4     |
| 2009  | Ліга чемпіонів КАФ         | Попередній | «ЗЕСКО Юнайтед» | 1-3   | 0-2       | 1-5     |

## «Матаре Юз»
«Матаре Юз» тривалий період часу був фарм-клубом «Матаре Юнайтед», допоки цей колектив не виборов путівку до Прем'єр-ліги 2005 й не був змушений грати проти «Матаре Юнайтед». Після цього «юнаки» стали самостійним клубом. У серпні 2012 року команду розформували. У вищому дивізіоні головним спонсором «Матаре Юз» була компанія Odibets, букмейкерська контора Кенії.

## Відомі гравці
- Денніс Олієч

### Відомі вихованці
- Йон Гвідетті — виступав у молодіжній структурі клубу з 2003 по 2004 рік, в цей час батько Йона працював зі шведським освітнім проектом у кенійських футбольних академіях